# Долина (Полтавский район)
Долина (укр. Долина) — село,
Черноглазовский сельский совет,
Полтавский район,
Полтавская область,
Украина.
Код КОАТУУ — 5324086905. Население по переписи 2001 года составляло 76 человек.

## Географическое положение
Село Долина находится на расстоянии в 1 км от сёл Трирогово, Черноглазовка и Байрак (Диканьский район).
По селу протекает пересыхающий ручей с запрудой.